# 소드 아트 온라인의 등장인물 목록
《소드 아트 온라인》의 등장인물을 서술한 문서이다.
몇몇 등장인물은 본편이 아닌 프로그레시브에서만 등장하며, 애니에서 등장하지 않는 인물들도 있다.

## 주요 인물
- 키리토 (キリト) / 키리가야 카즈토 (桐ヶ谷 和人)

성우-마츠오카 요시츠구
이 작품의 주인공으로 2008년 출생(SAO 시작 당시 14세, 복귀 후 16세, GGO 때 17세, 앨리시제이션 때 18세이다.)이다.
어렸을 때 친부모가 교통사고로 죽은 후, 친적 집인 키리가야 가에 입양되었다. 어렸을 때부터 컴퓨터에 대한 관심이 많았는데, 10살 때에는 주민 기본 대장 네트워크의 말소 기록을 스스로 검색하여 자신이 키리가야 가에 입양되었다는 사실을 알게 된다. 그 후로부터, 자신의 여동생인 스구하를 비롯한 가족들을 멀리하면서 온라인 게임에 몰두하기 시작하였다.
2022년 11월에는 평소에 자신이 매료되었던 게임 개발자 카야바 아키히코가 개발한 완전 가상현실 게임인 소드 아트 온라인에 들어가(키리토는 SAO 베타 플레이어 1000명 중 하나였다.) 그곳에서 클라인과 만나 게임을 즐기고 있었으나 카야바 아키히코에 의해 SAO에 갇하게 되었고, 그 후 2년간 게임 클리어를 위해 노력한다. SAO내에서는 솔로 비터라는 별명으로 불리며, 최강 플레이어 중 1명으로 활약했고, 나중에는 이도류(2검술) 스킬로도 화제가 되었다. 2024년 11월, 75층 보스 공략전 직후, 히스클리프가 카야바 아키히코라는 사실을 알게 되었고, 최종보스인 그와 싸워 물리침으로써 SAO를 클리어 한다.
만 2년만에 현실로 돌아온 키리토는 재활 치료와 아직 깨어나지 못한 아스나의 병문안을 병행한다. 그러던 중, 아스나의 아버지가 대표로 있는 렉트의 직원인 스구오 노부유키가 음모를 꾸미는 것과 아스나가 렉트가 개발한 새 VR MMO 게임인 알브헤임 온라인에 갇혀 있다는 것을 알고, ALO로 들어간다. 그곳에서 리파라는 여성 플레이어를 만나 그녀의 도움으로 아스나가 갇혀있는 세계수로 가게 된다. 리파를 비롯한 ALO 내에서 사귄 플레이어들의 도움으로 세계수 위로 올라간 키리토는 아스나와 재회했고, 그 후 나타난 게임 마스터인 오베론(스구오 노부유키)을 물리친다. 현실에서 아스나와 만나기 직전에 스구오에게 암살당할 뻔 하였지만, 그를 기절시킨 후 경찰에 신고했고, 아스나와 만난다(현실에서는 처음으로 만났다.).
SAO 1년 후, SAO 특별학교에 다니던 키리토는 전 SAO 대책팀이었던 총무성의 키쿠오카 세이지로에게 최근 인기게임 건게일 온라인(GGO)의 데스건 사건에 대해 의뢰를 받고, 데스건을 찾기 위해 GGO로 들어간다. 그곳에서 만난 여성 플레이어 시논(아사다 시노)을 만나고, 그녀에게 GGO에 대해 배우게 된다. GGO의 인기대회인 불릿 오브 불리츠(BoB)에 시논과 같이 참여한다. 예선전 중간에 데스건과 만나는데, 그가 SAO에서 살인길드인 레핑코핀 소속이었던 것을 알게 된다. GGO 본선에서 데스건인 슈피켈 의해 죽임을 당할 뻔한 시논을 구출하고, 데스건을 물리친다. 그 즉시 현실 세계로 돌아와 데스건의 친동생이자 공범인 신카와 쿄지에게 죽임을 당할 뻔한 시논을 구출한다. 그리고 슈피켈을 잡는데 도움을 주고 데스건 사건을 해결한다.
데스 건 사건 후, ALO에서 새로 등장한 실력자인 통칭 '절검'인 유우키(콘노 유우키)라는 자와 듀얼을 하게 되는데, 듀얼 도중 그녀가 일반적인 플레이어와 다른 것을 눈치챈다. 이후 유우키와 친구가 된 아스나가 현실에서 유우키를 만날 수 있도록 도움을 주었으며, 학교에 가고 싶은 유우키를 위해 자신이 학교에서 과제로 삼고 있는 시청각 양방향 통신 프로브를 제공한다. 유우키가 죽은 후, 당담의사를 통해 메디큐보이드의 기증자가 카야바 아키히코의 조수였던 코지로 린코 박사인 것을 알게 된다.
현재 도쿄도 지요다구에 거주 중이며, SAO 귀환 학생을 위한 특별 학교에 재학중이다.
- 아스나 (アスナ) / 유우키 아스나 (結城 明日奈)

성우-토마츠 하루카
이 작품의 메인 히로인으로, 2007년 출생(SAO 시작 당시 15세, 복귀 후 17세, GGO 때 18세, 앨리시제이션 때 19세이다.)이다.
일명 "엘리트 코스"의 길을 걷고 있던 부잣집 아가씨로, 아무런 의문이나 반발없이 부모가 요구하는 그대로의 길을 걷고 있었다고 한다. 본래 오빠가 구입해놨던 SAO를 출장간 오빠에게 부탁해 하루만 빌려달라고 했고, SAO의 데스게임에 사로잡힌다. 처음엔 일상생활에 영원히 복귀하지 못할 거라는 공포감에 절망하며 지냈지만, 어떻게든 살아남겠다는 마음을 먹고는 게임 공략에 몰두하였다. 이 과정에서 그녀의 뛰어난 플레이 실력을 인정받아 KoB(Knights Of Blood/혈맹기사단)의 부단장이 된다. 키리토와의 만남을 통해 밝은 성격을 되찾게 되었고 키리토에게 호의를 품게 된다. 그리고 같이 파티를 맺고 지내는 과정에서 연정을 느껴 키리토와 시스템 상 '결혼'을 한다. 아인크라드 75층에서 최종 보스인 히스클리프(카야바 아키히코)와의 대결을 하는 키리토가 죽음의 위기에 처하자 자신의 몸을 던져 그를 지켰고, 자신은 게임 오버가 된다. (키리토와 마찬가지로 원래는 죽었어야 했지만, 죽지 않고 결과적으로는 현실로 생환한다.)
SAO에서는 상대적으로 적은 여성 플레이어에다가 그 중에서도 다섯 손가락에 들어갈 정도의 미모와 최강 길드라고 불렸던 '혈맹기사단(KoB)'의 부단장을 맡고 있을 정도의 실력을 겸비해 SAO에서 모르는 사람은 없을 정도의 유명 인사이다. 그만큼 그녀에게 문제가 생길 수 없도록, KoB에서는 2명의 호위기사를 그녀에게 붙이지만 본인은 그것을 귀찮게 생각한다. 무기는 레이피어를 사용하여 키리토조차 육안으로 보기 힘든 속도로 정밀 공격을 계속 퍼붓는 그녀를 향해 고레벨 플레이어들은 그녀에게 '섬광'이란 이명을 붙였다. 또한 취미로 요리기술을 마스터(기술 숙련도 한계치 도달) 하였다.
페어리 댄스 편에서는 SAO로부터 생환했어야 하는데 약혼자 스고우에 의해 ALO세계에 유폐되고, 정령왕 오베론의 왕비 티타니아가 되어 세계수 가지에 매달려있는 새장에 갇히게 된다. 기지를 발휘해 도주하여 GM권한 행사를 할 수 있는 카드키를 얻어 새장 밖으로 던지고, 시기 좋게 그 당시 세계수로 상승하던 리파와 키리토가 카드를 발견하여 많은 사람의 도움으로 세계수에 올라 사건을 해결할 수 있게 되었다. 사건 해결 후 키리토를 비롯한 SAO귀환자들이 모인 학교에 재학 중이다. 입학에 맞추기 위해 상당히 힘든 재활치료를 하였고, 입학 직후 격렬한 운동을 금지하고 있다.
팬텀 불릿 편에서는 키리토가 단독으로 GGO에 다이브한 것을 눈치채고 온라인 중계로 키리토의 활약상을 동료들과 감상한다. 신생 ALO의 부족은 운디네이며, 스킬의 절반을 지원, 회복계 마법에 투자하여 치유 및 후방 지원 역할을 수행하지만, 감정이 북받치거나 신나게 한바탕 벌이고 싶을 때는 세검으로 장비를 바꾸어 최전선에서 활약한다. 그 모습에 "버서커 힐러 아스나"라는 별명이 붙어버렸다.
마더즈 로자리오 편에서는 주인공을 맡는다. SAO 사건에 휘말려 엘리트 코스에서 벗어나 버린 것에 대해 어머니 쿄고의 압박과, 갈등으로 무기력한 자신을 느꼈지만, 유우키와 만나 함께 싸우는 것에서 결과를 두려워하지 말고 부딪쳐가는 것이 중요하다는 교훈을 얻는다. 유우키의 조언으로 쿄코와 직접 VR월드로 다이브하여 앞으로의 계획을 상의하였고, 자신의 진심을 전하고 화해하였다. 후에도 유우키와 많은 추억을 만들고 그녀의 11연격 OSS(original sword skill)인 '마더즈 로자리오'를 계승하였다.
앨리시제이션 편에서는 키리토가 납치되었다는 것을 깨닫고 키리토를 찾기위해 키쿠오카 세이치로를 쫓아 라스의 해상기지인 요션 터틀까지 쳐들어가, 라스의 진정한 목적이 상향식 인공지능을 만드는 것이라는 것을 알게된다.
키리토와는 현실세계에서 연인의 관계이다. 단지 그의 주위에 여자가 많고 누구에게나 친절한 성격이라는 것에 약간 불만이 있다.
- 유이 (ユイ)

성우-이토 카나에
인공지능(AI)으로 어린 소녀로 설정되어 있다. 소드 아트 온라인에서는 플레이어의 정신적인 관리를 맡는 인공지능인 멘탈 헬스 케어 프로그램(Mental Health Care-MHCP)이었다. 시험제작 1호로 코드 네임은 Yui(MHCP001)이다. 하지만 옛날에 규칙을 어긴 것 때문에 카디널 시스템으로부터 플레이어에 대한 접족을 일체 금지당하고, 플레이어들의 플레이를 모니터링을 하는 과정에서 플레이어들의 부정적인 감정을 접하면서 붕괴직전에 빠져있었다. 그러던 어느날, 우연히 접한 키리토와 아스나의 기쁨등의 감정들을 접하게 되었고, 그들과 만나기 위해 게임 안으로 들어갔다. 키리토와 아스나가 신혼 생활을 보내고 있던 아인크라드 22층의 숲에서 그녀를 발견한다. 깨어난 그녀는 이름 이외의 기억들을 잊어버렸고, 기억을 되찾기 위해 키리토,아스나와 함께 시작마을로 간다. 그곳에서 의뢰를 받은 두 부부가 지하미궁에서 몬스터에게 위협을 당했을 때 우연히 접한 개체 형식의 콘솔을 접한 것으로 기억을 되찾고, GM 권한을 행사해 몬스터를 물리친다. 그 후 키리토와 아스나에게 소드 아트 온라인의 카디널 시스템과 자신의 정체를 밝히고  카디널 시스템에 의해 제거 당할 뻔하지만, 키리토가 완전히 제거되기 전에 유이를 오브젝트화해 자신의 너브 기어에 저장했다.
SAO의 시스템 세이브 데이터가 이식된 ALO에서 키리토의 인벤토리 항목 중 유일하게 시스템적 붕괴를 당하지 않고 살아남아 부활해 키리토와 재회한다. "네비게이션 픽시"로 키리토를 지원하고, 키리토와 함께 아스나 탈환에 나선다. 팬텀불릿편에서는 아스나의 요청에 따라 짧은 시간 안에 '사총'에 대한 정보를 외부 인터넷에서 수집 선별하고, 키쿠오카의 요구에 의해 GGO로 간 키리토 에 대해 더 많은 것을 알아보려고 했다.
ALO에서 기본적으로 네비게이션 픽시의 작은 모습을 가지고, 본인의 의사로 본래의 소녀의 모습이 될 수도 있다. 또한, 현재는 키리토의 방에 설치된 데스크탑에 본체를 두고 있으며, 네트워크로 연결된 어뮤스피어를 통해 ALO안에서 키리토의 호출에 응할 수 있다. 하지만 ALO는 SAO의 복제품인데도 GM권한을 사용할 수 없다. 그리고 GGO에서도 사용이 불가능하다. 인공지능임에도 인간과 비교할 수 없을 만큼의 풍부한 감정을 보여준다. 어린 모습에 천진난만하며, 키리토와 아스나를 친부모처럼 '아빠', '엄마'라고 부른다. 경이적인 정보 수집 능력을 가지고 있지만, 그 반면 아직 시스템으로 무른 부분을 가지고 있으며, 인간의 부정적인 감정에 너무 내성이 없다.
- 클라인 (クライン) / 츠보이 료타로 (壺井遼太郎)

성우-히라타 히로아키
키리토가 정규판 SAO 플레이 첫날에 처음 만난 인물로, 산적 같은 복장을 하고 있다. 무기로 카타나(일본도이자 게임 내에선 레어템)를 사용한다. 곡도를 끈덕지게 수련하면 나타나는 엑스트라 스킬이라 한다. 현실과 게임 모두 술꾼의 모습을 보여주며, 본편에서 24세이다.
현실 세계의 동료 6명으로 이루어진, "풍림화산"의 길드 리더를 맡고 있다. 풍림화산길드는 KoB와 같은 공략파의 일각이며, 75층 보스 공략전에 소집되었다.
ALO에서 부족은 살라멘더이며, SAO와 똑같이 카타나를 사용하고 있다.
- 에길 (エギル) / 앤드류 길버트 밀즈 (アンドリュー ギルバート ミルズ)

성우-야스모토 히로키
50층에서 가게를 운영하는 상인 플레이어로, 높은 수준의 도끼를 사용한다.
키리토와 아이템 거래를 자주하고 있으며, 불쾌한 것에 휘말릴 때 피난처로 사용 가능하다. 벌이주의적인 장사를 하고 있는 듯한 말을 하지만, 실제로는 이익의 대부분을 중층 플레이어의 육성 지원에 쏟고있다.
아프리카계 미국인이지만 부모님이 일본에서 출산하였고, 에도=(일본 내 도시) 토박이이다. 오카치마치에 다방 "다이시 카페"를 열고 결혼도 하고 행복한 삶을 걸어가려고 했으나 SAO에 붙잡혀 버렸다. 너브기어 곁을 그의 아내가 지키고 있었다. "VRMMORPG" 기초구성을 무료서버에 업로드하고 확상시킨 장본인이다.
현실로 귀환한 키리토가 가장 먼저 연락한 상대이며, 페어리댄스편에서는 ALO에서 찍힌 아스나로 추정되는 인물의 스크린샷 정보를 키리토에게 제공하였다. 현실로 귀환 후에는 "다이시 카페"가 SAO유저들의 집합장소가 되었다.
- 시리카 (シリカ) / 아야노 케이코 (綾野 珪子)

성우-히다카 리나
다이브했을 때 당시 나이 12세, 게임 클리어 후 14세의 SAO에 몇 없는 비스트 테이머의 소녀이다. 무기는 단검을 사용한다. 피나라고 하는 작은 용을 테이머로 삼고 있다.
본편 시작은 15세로, 그 귀여운 외모에서 결혼을 신청받은 적도 몇 번 있는 것 같다(물론 모두 거절).
스스로를 감싸 죽은 피나를 소생시키기 위해 키리토와 함께 상층 던전으로 향한다. 그 후에도 키리토와 메일을 주고 받았던 모양이다. 귀환 후 SAO귀환자를 모은 학교에 다니고 있다. 리파와 같은 "여동생"이기 때문인지 사이가 좋다.
ALO의 부족은 캣트시로, 무기는 단검으로 지원계 마법을 메인으로 삼고 있다. SAO의 친구인 피나는 계속 그녀의 애완 동물로 옆에 있다.
- 리즈벳 (リズベット) / 시노자키 리카 (篠崎 里香)

성우-타카가키 아야히
48층의 린다스에 대장간을 운영하는 소녀로, 아스나의 친구이다. 애칭은 "리즈"로, 다이빙 전에는 동안이 특징인 성실만이 쓸모있던 보통의 중학생이었다. 대장장이이자, 숙련된 메이스를 쓰는 사람이기도 하다.
자신이 정성 들여 만들어 낸 애검을 파괴한 키리토를 다시 보기 위해 그와 함께 재료를 구하러 사냥을 간다. 키리토의 이도류 중 한 개의 검 '다크 리펄서'를 만들었다(물론 아스나의 세검을 만든 장본인이기도 하다). 아바타는 아스나의 권유로 매우 사용자 정의(즉 캐릭터를 꾸며줌)되고, 그 덕분인지 매출이 배로 올랐기 때문에 이후에도 계속 그모습으로 있다. ALO사건 후에 키리토로부터 연락을 받고, 병실을 방문한 아스나와 재회했다. 귀환 후 SAO 생환자학교에 다니고있다.
ALO의 종족은 레프리콘으로, SAO 시대와 마찬가지로 대장간을 이그드라실 시티에서 운영하고, ALO의 키리토의 칼을 단련하고 있다.
- 리파 (リーファ) / 키리가야 스구하 (桐ヶ谷 直葉)

성우-타케타츠 아야나
카즈토(키리토)의 진짜 여동생(혈연상은 사촌 여동생)으로, 15세이다. 카즈토는 "스구" 라고 부르고 있다. 페어리 댄스편에서 다른 여주인공으로 등장한다.
어린 시절부터 8년간 검도를 하고 있는 노력가이며, 중학교 마지막에는 전국에서 8강에 들어갈 정도의 실력자이다. 고등학교 1학년 인터하이(일본어: インターハイ)와 일본 검도대회(일본어: 玉竜旗)에서 레귤러 선수로 발탁되었다. 검도실력은 이미 카즈토를 뛰어 넘은 상태라고 생각된다. 가슴둘레는 나름대로 성장하고 있는 것 같아서, 본인의 은밀한 고민거리가 되고있는 것 같다. 칼로리 컨트롤도 하고 있는 것으로 보인다.
카즈토가 어렸을 때에는 사이좋은 남매였지만, 검도를 시작한 이후로, 오빠(카즈토)가 게임에 빠져들어서 소원해져 갔다. 카즈토가 게임에 갇히자, 지금까지의 관계를 개선하고 싶어서 게임의 최전선에서 싸우는 키리토의 현실의 육체를 헌신적으로 돌보고 있었다. 또한 카즈토가 무엇을 하고 있는가에 대해 알아가기 위해 풀 다이브형 MMORPG의 세계에 다이브한다.
ALO의 종족은 실프족이며 현실에서 단련한 검도의 반사 신경으로 종족의 다섯 손가락에 들어갈 정도의 실력자이다. 샐러맨더의 집단에 추격당하던 것을 키리토가 구하고 서로 힘을 합쳐 빠져나온 것을 계기로, 서로의 배경은 모른 채 키리토의 목표인 세계수의 안내 역을 자청한다. 하늘을 나는 것에 매료되어있어, '프로 비행광' 이라고도 불린다. 플레이 스타일은 장도를 사용한 전투 외에 보조로 바람계열 마법도 능숙하게 하는 마법검사 형식이다.
게임 내에서 같이 싸우는 키리토에게 매료되는 한편, 현실에서도 오빠 카즈토에게 연정을 느낀다. 카즈토와 함께 아스나의 병실에 갔을 때, 카즈토가 그녀를 안고 있는 모습을 보자 조금 질투를 느꼈다. ALO 세계수 공략을 목표로 하고있는 가운데, 서로가 누구인지 우연한 계기로 알게 되고 일대일 듀얼을 통해 서로의 마음을 확인한다. 듀얼 후 다시 세계수 공략을 목표로 키리토를 엄호하고, 아스나를 구하는데 크게 공헌했다. 사건 후 게임 중에서도 키리토를 "오빠"라고 부르게 되고, 현실 세계에서도 카즈토에 대한 연정을 꾸준히 키워나가고 있다.
- 시논 (シノン) / 아사다 시노 (朝田 詩乃)

성우-사와시로 미유키
GGO에 몇 안되는 여성 플레이어이다. 11살 때 어머니와 함께 은행을 갔다가 은행강도를 마주치고 우연한 계기로 강도가 들고 있던 TT-33 토카레프 권총을 빼앗아 세 발을 쏴서 죽인다. 그 사건으로 중학교까지 이지메를 당하며 극한 트라우마에 빠져 모델건은 물론 총의 사진만 봐도 구토감 및 현기증, 발열 및 오한과 같은 증상이 나타난다. 그것을 극복하기 위한 대책으로 신카와 쿄지가 권유한 GGO를 시작한다. GGO에선 거대한 대 병기용 대구경 볼트액션 저격총(AMSR:Anti Material Sniper Rifle)인 「죽음의 여신」헤카테의 이름을 본따 만든 저격소총인 울티마 라티오 헤카테 II를 다루는 소녀 「시논」으로 활약한다.(실상 애니 오프닝에선 소총탄을 발사한다)
- 히스클리프 (ヒースクリフ) / 카야바 아키히코 (茅場 晶彦)

성우-야마데라 코이치
너브 기어의 기초 설계자이자, SAO를 개발한 사람이다. 이 이야기의 원흉이자, 흑막이다. 양자 물리학자, 천재적인 게임 디자이너로 알려져, 키리토는 계속 존경하고 있었다. 언론을 싫어하며, 미디어에 노출이 많지 않다.
SAO 정식 서비스 첫날 SAO의 데스게임화를 선언하고 1만명을 SAO의 포로로 만들었다. 게임 내에서는 히스클리프라는 캐릭터로 일반 플레이어를 가장하여 SAO의 최강 길드 "KoB"(혈맹기사단)를 길러내었다. 처음 확인된 고유스킬 '신성검'을 사용하는 사람이며, 그 누구도 따라잡을 수 없는 높은 방어력으로 다른 사람과 확실히 차별화된 힘을 자랑한다. 그러나 나중에 키리토가 그 방어력의 정체를 파악하고, 플레이어로서 자신의 정체를 간파했다. 그 보상으로 원래 예정을 앞당겨, SAO의 클리어 조건을 내세운 키리토와의 듀얼에서 패배했다. SAO가 붕괴될 당시, 자신의 기억 신호소자를 디지털 신호로 네트워크에 남겨두는 것을 시도했다. 이 때 육체적으로 사망했지만, 전뇌화에 성공하여, 페어리댄스편에서 키리토에게 도움을 주었다.

## SAO 아인크라드
- 사치 (サチ)

성우-하야미 사오리
키리토가 처음 가입한 길드 '달밤의 검은 고양이 단'의 홍일점으로, 봉계열의 무기를 쓰는 창전사였다. 길드의 밸런스를 맞추기 위해 방패 전사로 전직할 예정이었다. 하지만, SAO 첫날부터 느껴왔던 죽음의 공포에 남몰래 시달렸던 그녀는 어느 날 갑자기 가출을 해버렸다. 자신을 찾으러 온 키리토를 만난 그녀는 키리토에게 속마음을 털어놓았고, 키리토의 말에 위로를 얻었다. 그 뒤, 키리토와 한 방에서 자면서 그와의 연정을 쌓았다. 그러나, 어느 날 케이타가 외출을 간 사이에 던전에 갔다가 함정에 걸려, 다른 길드원과 함께 사망하고 만다. 그녀의 유언은 시한식 기록 항목(녹음기)에 노래 "루돌프 사슴코"와 함께 남겨졌고(자신의 죽음을 예감하고, 키리토가 자신 때문에 죄책감에 빠지지 않기를 바랬다.), 그해 크리스마스에 키리토에게 전해졌다.(크리스마스 시즌에 자신이 살아있을시 녹음기를 꺼내서 자신이 직접 말하려고 했었다.)
- 케이타 (ケイタ)

성우-토요나가 토시유키
길드 '달밤의 검은 고양이 단'의 단장이다. 그의 동료들은 모두 현실에서 같은 고등학교 컴퓨터 연구회 친구들이었다. 키리토가 도움이 준 일이 계기가 되어, 그 본래의 레벨을 알아채지 못한 채 자신의 길드로 초대했다. 공략조의 일원이 되는 것을 목표로 하고 있었다. 염원이었던 길드 홈을 구입하러 혼자 따로 행동했는데, 키리토에게서 길드원 전멸과 그의 정체(비터)를 듣고, 아인크라드 끝에서 투신자살했다. 케이타가 죽음 직전에 남긴 한마디는 이 사건의 외상의 상징으로, 키리토의 마음에 상처로 남아있다.
- 크라딜 (クラディール)

'kob'(혈맹 기사단 길드) 소속으로, 아스나의 호위를 맡았었다. 그러나 그의 행동은 호위보다는 스토커에 가까울 정도로 지나쳤고, 아스나와 사이좋게 지내는 키리토를 적대시했다. 아스나가 키리토와 파티 활동하는 것을 막기 위해 키리토와 듀얼을 했으나 패했고, 그것이 원한이 되어 키리토의 혈맹기사단 입단 훈련에 참여하여 그를 살해하려고 하지만 아스나의 개입으로 실패하고, 결국 키리토에게 반격을 당하여 사망한다. KoB 입단 전에는 살인길드 "래핑 코핀"에 잠깐 있었으며, 그곳에서 키리토를 죽이기 위해 썼던 마비독 기술을 배웠었다.
- PoH (Prince of Hell) (푸우)

본명 바사고
유머스러운 캐릭터 네임과는 다르게 냉혹한 성격과 광기적인 사고를 가진 살인귀이다. SAO에서 가장 맹위를 떨친 길드 "레핑 코핀"의 리더이자 레드 플레이어로, 큰 키에 무릎까지 덮는 판초를 입고 후드를 눌러 쓰고 있었다. 사용한 무기는 몬스터 드랍 대형 단검 '메이트 초퍼(Mate Chopper)'(일본어: 友切包丁(일본어: メイト・チョッパー)로, 당시 최상위 대장장이가 제작한 무기를 웃도는 최강의 무기 중 하나였다. (이 무기는 PK에 최적화된 검이었다고 한다.) 탄력있는 요염한 미성에 다소 이질적인 억양을 감추고, 살육을 하기 전에는 '이츠 쇼 타임(It's show time!)'이라고 선언한다. (이 대사는 래핑 코핑의 멤버들 사이에서 유행이나 한 듯 따라하기 시작했다.)
미모와 강렬한 카리스마를 가지고 있으며, SAO에서 "게임을 즐기며, 죽이는 것은 플레이어에게 주어진 권리"라고 말하고 다닌다. 공략파가 "레핑·코핀"을 토벌하기 위해 기습하지만, "래핑·코핀" 측에 정보가 새어나가 그들은 공략파의 기습에 대비하여 매복하고 있었다. ("레핑·코핀"의 본거지의 위치, 공략파의 기습, 이 정보들은 사실 PoH가 양쪽에 퍼뜨린 것이다.) 전투 끝에, 양쪽 다 엄청난 희생자가 나왔다. 그러나 PoH 자신은 전투 전부터 자취를 감추고 있었으며, SAO 클리어 후에도 어디로 갔는지 아무도 모른다. 이후에 '앨리시제이션' 편에서 키리토를 살해하려 한다.
- 키바오 (キバオウ)

성우-세키 토모카즈
SAO 내에서 아인크라드 해방군 길드의 서브 리더였다. SAO 초반에는 베타 베타테스터들에 대한 비판을 하면서 게임의 정보들을 모두가 평등하게 공유하는 것을 주장했다. 그러나 군 길드가 커지면서 치안과 길드 유지라는 명목으로 샤냥터를 독점하고, 플레이어들에게 징세를 하는 등의 모습을 보이면서 길드 내외에서 크게 비판을 받았다. 나중에는 길드 내에세의 자신의 입지가 좁아지는 것을 막기 위해 리더인 싱커를 지하 던전으로 밀어버려 죽이려 했으나 실패했고, 길드에서 제명되었다.
- 로자리아 (ロザリア)

성우-토요구치 메구미
SAO에서 오렌지 길드인 《타이탄즈 핸드》의 리더였다. 《실버 프래그》라는 길드의 리더를 제외하고 전멸시키는 등의 범죄를 저질렀고, 시리카의 파티에 접근하여 파티를 전멸시킬 계획이었으나, 키리토의 저지로 실패하고 흑철궁의 감옥에 갇히게 된다.
- 고드프리

혈맹기사단의 간부였다. 밝고 호탕한 성격을 소유한 사나이었으나, 키리토의 입단 훈련 중 함께 동행한 크라딜의 음모로 사망한다.
- 디아벨 (ディアベル)

성우-히야마 노부유키
아인크라드 1층 보스 공략의 지휘관이었다. 베타 테스터 출신으로 공략팀을 통솔했으나, 1층 보스 공략전에서 라스트 어택 보너스를 노리다가 보스인 왕 코볼트에게 공격을 맞고 전사한다.
- 유리엘

아인크라드 해방군의 간부인 싱커의 부관이었다. 키바오의 계략으로 미궁에 빠진 싱커를 구하기 위해 키리토와 아스나에게 도움을 요청한다.
- 싱커

- 코바츠

아인크라드 해방군의 중령이었다. 군 길드의 간부인 키바오의 지시로 부하들과 함께 74층 보스 공략에 나섰으나, 보스에 힘에 밀려 부하 두 명과 함께 전사한다.
- 사샤

## 페어리 댄스(ALO) 편
- 오베론 (オベイロン) / 스고우 노부유키 (須郷 伸之)

성우-코야스 타케히토
ALO의 개발원이며 렉토 프로그레스의 풀다이브 기술 부문의 주임으로, 게임 운영을 담당하고 있다. 아스나의 아버지 유키 쇼조의 신뢰도를 얻었다. 평상시에는 넉살좋은 청년인 척 연기를 하고 있지만, 그의 본성은 이기적인 야심가이며, 자신의 잘못을 인정하지 않는 오만한 인물이다. 학창시절에는 카야바와 같은 시게무라 연구소에 속하며 자신보다 우수한 카야바를 내심 격렬히 증오하고 있었다.
SAO 개발사인 아가스가 해체된 뒤 렉토가 SAO 서버 유지를 맡고 있었기에, 그는 SAO에서 해방된 플레이어 중 아스나를 포함한 300명을 ALO에 감금할 수 있었고, 아스나를 제외한 사람들을 불법·비인도적인 실험에 이용했다. ALO에서 게임 마스터 오베론으로 존재하며, 게임의 시스템을 자유롭게 할 수 있는 등 절대적인 권한을 가졌다.
아스나가 ALO 세계에 감금된 사이 그녀와 결혼을 성사시킬 생각이었지만, 키리토를 얕잡아 본 결과 아스나의 감금 장소에 침입을 허용하고 말았고, 게임마스터의 권한을 행사하여 키리토를 없애려고 했지만 카야바의 도움으로 히스클리프의 계정을 얻은 키리토에 패배했다.(ALO의 카디널 시스템은 SAO의 복제판이었기 때문에 SAO에서의 히스클리프 의 관리자 권한을 ALO에서도 쓸 수 있었다.) 그 후 현실에서 카즈토를 칼로 습격하려다가 카즈토에게 기절당했고, 이후 경찰에 체포됐다. 음모가 밝혀진 후에도 무죄를 입증하기 위해 수단과 방법을 가리지 않고 발버둥쳤으나 자신과 함께 일을 저지른 개발원이 사실을 모두 자백하면서 완전히 유죄가 되었고, 이후 해외도피 준비를 한 것이 발각되어 보석신청마저 기각되어 체포되었다.
- 레콘 (レコン) / 나가타 신이치 (長田 伸一)

ALO 플레이어로, 아바타 종족은 실프이다.
현실에서는 스구하와 동급생으로 친구들에게 놀림을 받고 있다.(스구하가 나가타에게 다가가서 말을 걸 때 주변 동급생들이 놀랄 정도로 왕따였다.) 이른바 게임 폐인으로, 게임 지식에 생소한 스구하에게 VRMMO에 대한 조언을 해주고, ALO를 권했다. 그것을 인연으로 ALO에서 리파와 잘 어울려 다닌다. (개인적으론 좋아한다.) 세계수 공략전에서는 키리토와 리파의 활로를 여는데 죽음의 패널티를 대가로 한 자폭 마법으로 가디언 무리를 대거 소탕했다. 그 근성으로 사쿠야(일본어: サクヤ)에게 스카웃되어, 현재는 실프 영주관의 직원으로 수일벤에 상주하고있다.
선행 정찰에 특화된 캐릭터라, 실프면서도 어둠 계열 마법의 은폐 마법같은 은밀한 행동 능력에 뛰어나다.
- 시구르드(シグルド)

ALO 플레이어로, 종족은 실프이다. 리파가 같이 행동하고 있는 파티의 리더이다. 동시에 사쿠야가 영주를 맡고있는 정권의 군무를 담당하고 있다.
더 큰 힘을 손에 넣기 위한 세력으로 샐러맨더의 뒤를 이어 2위 종족이라는 상황을 견딜 수 없었기 때문에, 샐러맨더 영주와 밀약을 맺고 실프 및 캣트시 영주를 파는 대가로 조만간 도입된다는 ALO 5.0업데이트 "전생 시스템"에 의해 샐러맨더로 종족변경을 하려고 했다. 그러나 종족 회의에 참석했던 키리토와 리파에 의해 들켜버리고 실프 영주 사쿠야에 의해 실프 령에서 추방되었다.
- 사쿠야(サクヤ)

ALO에서 실프족의 족장을 맡고 있는 플레이어이다. 검술 및 마법 실력도 대단하며, 무엇보다 대단한 것은 그 미모다.
종족장 선출 자리에서 압도적인 지지를 받고 족장에 올라 세 번째 역임하고 있다.
- 유진(ユージーン)

샐러맨더 족의 장군이다. 시구르드의 제보를 받아 실프와 캣트시의 회합 장소를 은밀히 습격하려다 키리토에게 저지당한다. 또한 키리토가 당당하게 스프리건족의 대표자라는 거짓말을 듀얼로 입증하라며 듀얼을 신청하고 패배한다. 이후 키리토에게 호감을 가지게 된다. 후일 OSS도입 이후에는 절검 등장 이전까지 ALO에서 가장 강력한 OSS창안기인 화속성 8연격인 볼카닉 블레이저를 창안하지만, 돈이 궁하지 않는 그는 이것을 누구에게도 전승해주지 않았다. 아인크라드 도입 후에는 키리토와 아스나의 22플로어 주거구역 집에서 저녁식사도 하며 긴장감 넘치는 저녁식사를 연출하게 되는 무뚝뚝하면서 의리있는 남자이다.

## 팬텀 불릿 편
- 슈피겔 (シュピーゲル) / 신카와 쿄지 (新川 恭二)

GGO의 유저이자 아사다 시노의 친구이다. 극 어질리티(Agility:회피)형 유저라 초경량의 장비밖에 무장하지 못한다. 시노를 짝사랑하고 있다. 시노와 함께 GGO를 플레이하면서 가까워지고 싶어 시노를 GGO에 끌어들인다. 하지만 그의 정체는 사총의 동생이었고, 아사다 시노를 미친듯이 죽이려 하지만 키리토에 의해 실패한다.
- 슈터벤 (ステルベン) / 신카와 쇼이치 (新川 昌一)

신카와 쿄지의 형이자 SAO귀환자이다. SAO에선 레드 길드 「래핑 코핀Laughing Coffin」에서 「자자XaXa」라는 닉네임을 쓰던 중역이었다. GGO내에서 「사총(死銃)」으로 더 알려졌다. 게임 내에서 그 총으로 유저를 쏘면, 설사 그게 안전권내라도 현실의 그 사람은 무조건 죽는다는 전설을 가졌다. 7명의 유저를 죽이기 위해 BoB에 출전했다.
- 다인 (ダイン)

시논이 속해있던 스쿼드론(Squadron)의 리더이다.
- 야미카제 (闇風)

GGO내에서 최강자를 가리는 BoB의 작년 준우승자이다. 극 어질리티 타입 유저이다. 그가 달리면 마치 검은 바람이 부는 것 같다고 하여 닉네임을 암풍이라 지었다고 한다. 근접전이 주특기로, 이번 해 BoB에 우승을 목표로 출전한다.

## 마더스 로사리오 편
- 유우키 (ユウキ) / 콘노 유우키 (紺野 木綿季)

ALO에 패치된 SAO의 세계에서 11연격의 OSS 「마더즈 로사리오」 스킬을 보유한 유일한 캐릭터이다. 길드 「슬리핑 나이츠(Sleeping Knights)」의 리더로서 활동한다. 매일 오후 2시에 특정 지역에서 듀얼 상대를 기다리고, 도전한 듀얼 상대를 모두 격파하고 홀연히 사라지는 모습에서 《수수께끼의 검사》, 혹은 《절검》이라고 불린다. 키리토조차도 상대가 되지 않았으며, 그 소식을 듣고 도전한 아스나와의 듀얼을 하게 되고, 듀얼 도중 아스나에게 길드 가입 제의를 한다. 키리토에게 길드 가입 제의를 하지 않은 이유는 자신에 대한 비밀을 간파한 자였기 때문이다(※작중 키리토의 대사 "너, 완전히 이 세계 사람이구나.").
후천성 면역 결핍증 바이러스(HIV 또는 에이즈)의 감염자이자 메디큐보이드(Medicuvoid)의 일본 1호 피실험자이다.
- 시우네 (シウネー) / 안시은 (アン・シウン)

ALO길드 「슬리핑 나이츠」의 일원으로, 종족은 운디네이다.
급성 림프 성 백혈병을 앓고있다. 편안하게 최후를 맞이하는 것을 바라고 있었지만, 유우키와 접하는 동안 꺽이면 안 된다고 다시 생각한다. 유우키와 사별한 직후에 백혈병 세포가 갑자기 소멸했다. 의사의 말에 따르면 "치료제의 하나가 극적으로 성공했다"라고 한다. 유우키의 장례식에 참석하고 아스나와 대면했다. 참고로 한국인이다(넷 연재본에서는 후에 PoH의 선동으로 인한 테러를 막는 것으로 나와있다.).
- 콘노 아이코 (紺野 藍子)

유우키의 쌍둥이 언니로, 유우키와 마찬가지로 후천성 면역 결핍증 바이러스 감염자이다. 7권 본편 기준으로 1년 전에 사망했다.
가상 호스피스에서 만난 중병 환자들과 함께 길드 "슬리핑 나이츠"를 시작해 초대 리더가 되었다. 캐릭터 이름은 "란"으로, 유우키가 말하길 자신보다 훨씬 강했다고 한다. 의사의 말에 의하면 별로 닮지 않은 자매였다고 한다.
- 쿠라하시

유우키의 주치의인 의사로, 의료용 너브기어인 메디큐보이드에 희망을 품고있다. 또한 유우키가 사용하는 통신 프로브 건으로 카즈토와 이메일을 몇 번 주고 받은 적이 있다.

## 앨리시제이션(Alicization) 편

### 주요 인물
- 앨리스 투베르크 (アリス・ツーベルク) / 앨리스 신서시스 서티(アリス・シンセシス・サーティ)

성우-카야노 아이
루리드 마을 촌장의 딸로, 키리토(카즈토)와 유지오의 소꿉친구이다. 아이들 중에서 신성술에 대한 재능이 가장 뛰어나다. 금기 목록에 반해 다크 테리토리 지역에 침입했기 때문에 정합기사에 체포당하고, 센트리아의 센트럴 커세드럴로 연행된다. 그곳에서 2년간 수녀 후보로 신성술을 배웠으나, 탁월한 재능으로 인해 어드미니스트레이터에게 강제 신서사이즈를 당하고 모든 기억을 잊어버린채 30번째 정합기사, 앨리스 신서시스 서티가 된다. 나중에 제립 수검학원에서 라이오스와 운벨을 벤 키리토와 유지오를 연행한 뒤, 탈옥한 그들을 센트럴 커시드럴 80층에서 막으려고 하나, 전투 중 키리토와 함께 건물 외벽으로 추락위기에 놓이게 된다. 키리토와 함께 건물 외벽을 올라가던 중, 자신의 과거를 듣게 되었고, 그것을 계기로 어드미니스트레이터에 대항하기로 결심한다. (이 때 오른쪽 눈의 봉인을 해제한다.) 어드미니스트레이터와의 전투에서 생존하나,앨리스 투베르크(앨리스 투베르크의 기억의 조각)는 유지오와 함께 죽고 만다. 또 키리토를 좋아한다. 그래서 소드 아트 온라인 war of underworld 11화에서 아스나와 다투었다.
- 유지오 (ユージオ)

성우-시마자키 노부나가
키리토(카즈토)와 앨리스의 소꿉친구이다. 초군을 천직으로 하고, 기가스시더를 자르기 위해 매일 도끼를 휘두르고 있다. 6년 후 키리토와의 재회에서 키리토라는 것을 기억하고 있지 않기 때문에 어떤 기억소거처리를 받고있는 것으로 생각된다. 처음 우가치와의 전투에서 그것을 떠올리나, 다시 잊어버린다. 그 후로 키리토가 걷는 길을 그대로 따라 걷는다. 자카리아 위병대에 들어가고 제립 수검학원에서는 키리토와 달리 3등 상급수검사인 고르곳소의 보좌연사로 들어가게 된다. 1년 후 상급수검사가 되지만 자신의 보좌연사인 티제와 키리토의 보좌연사인 로니에를 라이오스와 운벨이 능욕하려하자 금기목록을 어기고 운벨의 팔을 베어버린다. 그리고 금기목록 저촉죄로 체포하기 위해 날아온 정합기사는 그가 그토록 재회하고 싶어했던 앨리스였다. 센트럴 커시드럴로 연행되어 감금되어있던 중 키리토와 탈출하며 '카디널'을 만나게 되고, 어드미니스터레이터의 사탕발림에 넘어가 정합기사가 된다. 키리토와 자신의 정신력으로 이겨내 다시 정신을 차리고 싸우지만, 결국 사제(어드미니스트레이터)와의 싸움에서 하반신과 상반신이 나뉘어 사망하게 된다. 그리고 '이 세상을 밤하늘처럼 감싸줘.'라고 플래그를 세운다.(이건 소드아트온라인 앨리시제이션 2쿨 때 이뤄진다.) 이 때 키리토가 기가스시더의 우듬지 가지로 만든 검에 예전 밤하늘 아래서 약속했던 모습을 떠올리며 '밤하늘의 검'이라는 이름을 붙여준다. 키리토가 유지오의 애검이었던 '푸른 장미의 검'과 늘 함께 가지고 다니게 되는 검이다.

### 시스템
- 어드미니스트레이터 / 퀴넬라

성우-사카모토 마아야
4제국의 정중앙에 위치한 중앙도시 센트리아의 중심, 100층 규모의 공리교회의 본거지인 센트럴 커시드럴의 최상위층에서 전 어드미니스레이터인 카디널의 수색을 하며 최고 권위의 시스템 액세스 권한을 가진다. 원래는 퀴넬라라는 귀족 집안의 딸이었다. 신성술을 배우기 시작하고, 사용하면서 사람들 사이에서 성녀라고 불리게 된다. 권력을 잡은 뒤, 자신의 권력을 공고화 하기 위해 '금기목록'을 만들었으며, 나중에는 카디널 시스템의 관리자 권한을 가지려다가 카디널 시스템과 융합하게 된다,  어드미니스트레이터는 언더월드의 모든 것을 지배하고 정합기사들을 조종하며 GM의 권한을 가진다. 키리토와 유지오의 목적은 어드미니스트레이터를 처치하고 언더월드를 구출하는 것이지만, 유지오는 어드미니스트레이터가 죽으면 언더월드가 소멸되어 자신도 소멸하게 된다는 사실은 모르고 있는 상태이다.
- 카디널 / 리세리스

성우-탄게 사쿠라
카디널 시스템의 서브 프로그램(오류 제거 당담)을 맡았었다. 어드미니스트레이터가 자신의 플럭트라이트의 기억 용량이 한계에 달하자 용량을 매꾸기 위해 리세리스라는 소녀의 플럭트라이트에 자신의 기록을 덧붙이기로 한다. 이 과정에서 서브 프로그램인 자신이 소녀에게 옮겨진 것이었다. 그 뒤, 200년 동안 어드미니스트레이터를 쓰러뜨리기 위해 노력했고, 키리토와 유지오를 도움으로써 어드미니스트레이터를 이기는 데 큰 공헌을 하지만, 그 전에 어드미니스트레이터의 공격을 받고 죽고 만다.

### 정합기사단
- 베르쿨리 신서시스 원

성우-스와베 쥰이치
- 파나티오 신서시스 투

성우-나베타메 히토미
- 듀솔버트 신서시스 세븐

성우-하나다 히카루
- 셰이타 신서시스 트웰브

성우-Lynn
- 렌리 신서시스 트윈티 세븐

성우-타무라 무츠미
- 앨리스 신서시스 서티(アリス・シンセシス・サーティ)

성우-카야노 아이
- 엘드리에 신서시스 서티원

성우-마스야마 타케아키
- 리넬

성우-키노 히나
- 피젤

성우-코하라 코노미

### 놀란가르스 제립수검학원
- 솔티리나 세루루트

성우-한 메구미
- 티제

성우-이시하라 카오리
- 로니에

성우-콘도 레이나
- 라이오스

성우-이와세 슈헤이
- 운벨

성우-키지마 류이치
- 월로

성우-무라타 타이시

### 그 외
- 세르카 투베르크

성우-마에다 카오리
엘리스의 여동생이다. 앨리스가 금기목록 위반으로 공리교회로 끌려간 뒤, 언니를 이어 루리드 마을의 수녀 후보생으로 있다.

## 현실 세계
- 키리가야 미도리 (桐ヶ谷 翠)

키리토(키리가야 카즈토)의 어머니로, 실제 친모는 아니다. 키리토(키리가야 카즈토)를 데려다 키운 친척이다.(참고로 원작에 따르면 키리토(카즈토)의 진짜 부모는 교통사고로 사망하였다.)
- 키리가야 미네타카 (桐ヶ谷 峰嵩)

키리토(키리가야 카즈토)의 아버지이다. 소드 아트 온라인 앨리시제이션 war of underworld part.2 2쿨 11화에 첫 등장했다.
- 유우키 쇼조 (結城 彰三)

유우키 아스나의 아버지이다. 렉트의 CEO였으나 ALO 사태에 따른 경영 책임을 물어 CEO에서 물러나고 현재 해외 투자와 관련된 일을 하고 있다.
- 유우키 쿄코 (結城 京子)

유우키 아스나의 어머니이다. 자신의 집안출신에 대한 콤플렉스 때문에 아스나에게 엘리트 코스와 명문가 자제와의 결혼을 강요하지만, 소드 아트 온라인 마더스 로사리오에서 아스나의 진심을 알게 된 후로는 아스나의 의견을 존중해준다.
- 유우키 코이치로 (結城 浩一郎)

아스나(유우키 아스나)의 오빠이다. 원래 아스나가 쓰고 있던 너브기어는 유우키 코이치로의 것이었으나, 갑자기 해외로 발령이 나는 바람에 아스나가 먼저 쓰게 되었다.
- 크리스하이트 (クリスハイト) / 키쿠오카 세이지로 (菊岡 誠二郎)

성우-모리카와 토시유키
총무성 통신 네트워크 가상 공간 관리과의 좌천된 경력조로, 사실은 총무성에 출장중인 육상자위대 자위관이다. 계급은 이등육좌(중령)이다.
크리스하이트는 ALO 내의 닉네임으로, 키쿠오카(菊岡)의 뜻인 국화의 언덕을 합성한 합성어이다. SAO 때에는 총무성의 SAO 대책위원회에서 일을 했으며, 현실세계에 복귀한 키리토를 만나 접근했다. 프로젝트 엘리시제이션의 총책임자이기도 하다.
- 코지로 린코

성우-코바야시 사나에
- 히가 타케루

성우-노지마 켄지

## 참고 자료
- 카와하라 레키, 《SWORD ART ONLINE-소드 아트 온라인 1 <아인크라드>》, 김완 옮김, 서울문화사, 2009.
- 카와하라 레키, 《소드 아트 온라인 프로그레시브 1》, 김완 역, 서울문화사, 2013.
- 카와하라 레키, 《SWORD ART ONLINE-소드 아트 온라인 2 <아인크라드>》, 김완 옮김, 서울문화사, 2010.
- 카와하라 레키•이토 토모히코•아스키 미디어 웍스•SAO Project, 《소드 아트 온라인》, A-1 Pictures, 2012.
- 카와하라 레키•이토 토모히코•아스키 미디어 웍스•SAO Project, 《소드 아트 온라인 Extra Edition》, A-1 Pictures, 2013.
- 카와하라 레키•오노 마나부•아스키 미디어 웍스•SAO Project, 《소드 아트 온라인 앨리시제이션》, A-1 Pictures, 2018.